# Gabriel Calderón
Gabriel Calderón (7 de febrer de 1960) és un exfutbolista argentí. Va formar part de l'equip argentí a la Copa del Món de 1982.